# Лоскутников, Владимир Дмитриевич
Владимир Дмитриевич Лоскутников — советский хозяйственный, государственный и политический деятель, Герой Социалистического Труда.

## Биография
Родился в 1922 году в селе Красный Яр. Член КПСС.
С 1938 года — на хозяйственной, общественной и политической работе. В 1938—1982 гг. — лесоруб Катангарского лесоучастка Петровск-Забайкальского леспромхоза, сталевар на Петровск-Забайкальском металлургическом заводе Читинской области.
Указом Президиума Верховного Совета СССР от 19 июля 1958 года за выдающийся успехи, достигнутые в деле чёрной металлургии, присвоено звание Героя Социалистического Труда с вручением ордена Ленина и золотой медали «Серп и Молот».
Делегат XXI съезда КПСС.
Почётный гражданин Читинской области (16.09.1997).
Умер в Петровске-Забайкальском в 2006 году.